# 柳川秀勝
柳川 秀勝（やながわ ひでかつ、1833年9月23日 - 1908年2月6日）は、幕末から明治時代に活動した日本の開拓者。

## 経歴
常陸国鹿島郡志崎村（茨城県鹿島郡大同村、大野村を経て、現在の鹿嶋市）の豪農・出津家の当主・秀一（ひでかず）の末子として1833年（天保4年）に出津 秀勝（いでづ ひでかつ）として生まれる。父は不毛の地として放棄されていた鹿島灘に面した日川（にっかわ）砂漠を開墾して田畑にせんと調査を重ね、1844年（天保15年）2月に幕府の代官である古山善一郎に土地の払い下げを請願した。同年11月、およそ150町歩（1町歩は3,000坪）と見積もられたこの土地のうち90町歩が秀一に払い下げられ、その代金として7両2分を納める。
1845年（弘化2年）8月、父は長男・雅慶に出津家の家督を譲ると、自身の名を柳川宗左衛門と改めて秀勝と共に日川砂漠に移住し、その開墾に取り掛かった。地元志崎村を始め近隣の村々や隣国下総の農家の次男三男ら百数十名の移民を率いての挑戦であり、溝渠を掘り田畑を造り海岸には防風林とするための黒松を植えた。1846年（弘化3年）に大雨による水害、その翌年は干ばつと困難の連続であったが、開墾は地道に継続された。1849年（嘉永2年）には旅費一切を柳川家が手当てし加賀や越後などからの移民も加わり、また同年より農作業と並行して地曳網漁も始めた。
自らも鍬を振るい耕し、寝食を共にして励んだ父・秀一であったが、1857年（安政4年）8月に脳溢血となり、療養のため志崎村に戻ることとなった。
後事を託された秀勝も相次ぐ自然災害に悩まされ、逃亡する移住民が相次いだ。そこで1861年（文久元年）4月、伊豆韮山の代官・江川太郎左衛門に教えを乞いその指導を受け、かつ八丈島で開墾の経験がある農民35名を招聘してもらう手筈となった。大いに力付けられた秀勝は、事業完遂の決意も新たに以後は毎月輪番で鹿島神社へ参ることとした。これより開拓は着々と進み、1866年（慶應2年）をもってついに開墾事業は完了した。代官の検地を受けて同年10月17日、村の創立を許され「柳川新田」と命名された。
父の没後、第二代・柳川宗左衛門を名乗った秀勝は、長年苦労を共にした移住民らに田畑宅地合わせておよそ29町歩を分け与え、残りの95町歩余りを柳川家のものとした。柳川家と村民の結び付きは非常に強く、浜に魚群が近付いた際には村一体となって地曳網漁が行われた。
1889年（明治22年）にこれまでの功績を称えられ藍綬褒章を受章した。1907年（明治40年）11月、茨城県で陸軍特別大演習が行われた際には、同県結城郡結城町（現在の結城市）に滞在した明治天皇より召し出され、秀勝には開墾事業について説明する機会が与えられた。その翌年、1908年（明治41年）2月6日に死去した。

## 家族・親族
- 父・秀一（1802-1862）[注 6] - 京都禁裏衛門府の柳川左衛門尉宗房を祖とし、常陸国に帰農した頃より出津姓を称す[5]。秀一は出津の十三代目であり、長男・雅慶に十四代・出津宗左衛門の名と家督を譲った後、自身は柳川宗左衛門と名を改め日川砂漠開拓に当たった。
- 妻・やす - 1835年（天保6年3月）生まれ。安重治郎右衛門の二女[9]。
- 長男・秀樹[10] - 1857年（安政4年7月15日）生まれ。第三代・柳川宗左衛門の名を継いだ。その妻・あさ（1859年生）との間に生まれた長男・謙一[9]が第四代・宗左衛門となる。
- 長女・かつ - 若松村で回漕業を営む柳川惣助（1852年生）に嫁いだ。
- 二男・安重房次郎 - 1859年（安政6年）生まれ。母の実家である安重家に養子として入る。鹿島浦の地曳網漁網元。
- 三男・野村三四郎 - 1865年（慶應元年）生まれ。東京の野村家に養子入りする。大蔵省を辞した後、田中鉱山の役員を務めた。妻・てる（明治2年生）は齋藤新八の長女。
- 四男・柳川金之助 - 1869年（明治2年）生まれ。妻・きく（明治4年生）は静岡県士族、關口忠篤の四女。
- 五男・柳川敬四郎 - 1874年（明治7年）生まれ。妻・らく（明治12年生）は茨城県の小島順之助の妹。
- 二女・みつ - 従兄弟である松倉新蔵（1867生）に嫁ぐ[11]。